# Peretu
Peretu è un comune della Romania di 7 758 abitanti, ubicato nel distretto di Teleorman, nella regione storica della Muntenia.